# James Bond 007: Agent Under Fire
James Bond 007: Agent Under Fire é um jogo eletrônico de videogame da série de jogos James Bond protagonizado por um personagem inédito, na qual James enfrenta o vilão Nigel Bloch, e a vilã Jackal, entre outros personagens. A história se desenrola em Hong Kong, Romênia, Suíça, no Mar da China e no Mar Mediterrâneo. Bond conta com aliados como a agente da CIA Zoe Nightshade. O jogo foi lançado pela Eletronic Arts no ano de 2001 para Playstation 2, e no ano de 2002 para GameCube e Xbox.